# Stefan Dobrzański
Stefan Dobrzański (ur. 4 lipca 1915 w Grądach, zm. 12 marca 1999 w Tarnowie) – polski ksiądz katolicki, pierwszy, długoletni proboszcz parafii Najświętszego Serca Pana Jezusa w Tarnowie, dziekan dekanatu Tarnów Wschód, kanonik Tarnowskiej Kapituły Katedralnej.

## Życiorys
Stefan Dobrzański pochodził z dawnej wsi Grądy koło Szczepanowa (obecnie część Mokrzysk), jego rodzicami byli Józef i Kunegunda z domu Wis. Po ukończeniu szkoły powszechnej w Mokrzyskach i gimnazjum w Brzesku wstąpił w 1934 roku jako ochotnik do Szkoły Podchorążych Piechoty w Zambrowie. Służył w Twierdzy Dęblin, w 15 Pułku Piechoty. W 1936 roku podjął decyzję o opuszczeniu wojska i wstąpieniu do Seminarium Duchownego w Tarnowie.
Święcenia kapłańskie przyjął podczas okupacji, 31 marca 1940 roku, z rąk biskupa Edwarda Komara w kaplicy seminaryjnej w Błoniu. Do 1 stycznia 1947 roku był wikariuszem kolejno w Otfinowie, Szczucinie i Starym Sączu. Następnie został wikariuszem wikarii parafialnej w tarnowskiej dzielnicy Grabówka, przy budowanym od 1935 roku i zdewastowanym podczas wojny i bezpośrednio po jej zakończeniu kościele Najświętszego Serca Jezusowego. 22 lutego 1949 roku została ona przekształcona w parafię, a Stefan Dobrzański stał się jej pierwszym proboszczem, zgodnie z przedwojenną przepowiednią ks. Romana Sitki. Przez kolejne lata kontynuował budowę świątyni. Główne prace konstrukcyjne zostały ukończone w 1952 roku, następnie prowadzono wykończanie i wyposażanie wnętrza oraz porządkowanie terenu wokół kościoła, uwieńczone konsekracją 23 grudnia 1984 roku. W latach 1953–1955 przy kościele wybudowano plebanię, rozbudowaną w 1971 roku, zaś 1977–1983 dom katechetyczny.
W latach 60. dwukrotnie brał udział w akcjach mediacyjnych we wspólnotach, w których doszło do odejścia części wiernych do Kościoła Polskokatolickiego. Był członkiem wielu rad diecezjalnych: administracyjnej, ekonomicznej, kapłańskiej i duszpasterskiej. W 1980 roku został kanonikiem gremialnym Kapituły Katedralnej. Poświęcał się działalności dobroczynnej kościoła, przede wszystkim w okresie stanu wojennego i bezpośrednio po jego zakończeniu, gdy stał się uczestnikiem działań tarnowskiego oddziału Komisji Charytatywnej Episkopatu Polski. W jej ramach organizował między innymi dystrybucję darów przekazanych z kościelnych organizacji charytatywnych Austrii i Niemiec. W latach 1980–1992 z jego inicjatywy wybudowano dom pomocy im. św. Brata Alberta, przekazany następnie diecezjalnej Caritas (obecnie stacja opieki Caritas).
Od 1978 roku rozpoczął starania o wybudowanie nowego kościoła w północnej części dzielnicy Rzędzin, gdzie powstawały nowe osiedla mieszkaniowe. Budowę rozpoczęto w 1985 roku, zaś 10 czerwca 1987 roku na jej fundamentach, przy ołtarzu polowym, odbyła się msza święta, podczas której Jan Paweł II ogłosił błogosławioną Karolinę Kózkównę, przyszłą patronkę budowanej świątyni.
W latach 1957–1966 pełnił obowiązki notariusza dekanatu tarnowskiego. Między 1966 a 1968 rokiem był wicedziekanem w tym samym dekanacie. Od 1969 do 1985 piastował stanowisko dziekana dekanatu Tarnów – Wschód.
W 1967 roku otrzymał godność kapelana Jego Świątobliwości, w 1980 roku mianowany Kanonikiem Tarnowskiej Kapituły Katedralnej, zaś w 1992 roku protonotariusza apostolskiego. Po rezygnacji z funkcji w 1992 roku, pozostał w parafii jako rezydent. Postępująca choroba stopniowo ograniczała jego aktywność, ostatnie lata życia spędził w szpitalach w Tarnowie i Zabrzu.
Brał udział w organizacji nawiedzenia diecezji tarnowskiej przez Matkę Boską Częstochowską w symbolach pustych ram, świecy i Ewangeliarza oraz obchodów dwusetnej rocznicy powstania Diecezji Tarnowskiej w 1983 roku.
Zmarł 12 marca 1999 roku. Po uroczystościach pogrzebowych, którym przewodniczył biskup tarnowski Wiktor Skworc, został pochowany na cmentarzu "na Rzędzinie" w Tarnowie, naprzeciwko szpitala świętego Łukasza. W pierwszą rocznicę śmierci w kościele Najświętszego Serce Jezusowego wmurowano tablicę pamiątkową, ufundowaną przez wiernych z parafii.